# Jacobsonia glauca
Jacobsonia glauca — вид грибів, що належить до монотипового роду  Jacobsonia.